# Torrente, a törvény két balkeze
A Torrente, a törvény két balkeze (eredeti cím spanyolul: Torrente, el brazo tonto de la ley) 1998-ban bemutatott spanyol filmvígjáték, fekete komédia, melynek írója, rendezője és főszereplője Santiago Segura. 
A Torrente kultuszfilm lett mind Spanyolországban, mind Magyarországon. A siker hatására több folytatása is készült. 1998-ban a film három jelölésből két Goya-díjat nyert: Segura a legjobb új rendező, Tony Leblanc pedig a legjobb férfi mellékszereplő kategóriában győzedelmeskedett. Javier Cámarát legjobb új színészként jelölték a díjra.
A címszereplő hangjának kölcsönzését Csuja Imre egyik legemlékezetesebb szinkronszerepének tekintik.[forrás?]

## Cselekmény
|  | Alább a cselekmény részletei következnek! |

José Luis Torrente lusta, faragatlan, alkoholista, szexista, homofób, rasszista, Atlético de Madrid-szurkoló spanyol férfi. Bár rendőrként járőrözik az utcákon, valójában már elbocsátották a testülettől. Egy lelakott házban él mozgáskorlátozott apjával, akinek a koldulása a szociális segély mellett Torrente egyetlen állandó bevételi forrása. 
Egy napon a közvetlen szomszédjukba új család költözik, akik a közeli halpiacon árusítanak. Torrente figyelmét felkelti Amparito, a fiatal, nimfomániás nagynéni. Hogy közelebb kerülhessen hozzá, szárnyai alá veszi a lány félénk, extrém erős szemüveget viselő, és titkon a bűnt üldözni vágyó unokaöccsét, Rafit: megtanítja célba lőni és elviszi magával éjszakai őrjáratokra. Az egyik őrjárat során gyanús dolgokat észlelnek a nemrég megnyílt kínai étterem környékén. A gyanút beigazolja, amikor Torrente apja rosszul lesz a kínaiaktól ellopott egyik tavaszi tekercstől, melybe heroint rejtettek. Rendőri állása és presztízse visszaszerzése érdekében Torrente úgy dönt, felgöngyölíti az ügyet. Időközben lefekszik Amparitóval, amit a Rafi úgy értelmez, hogy ők ketten mostantól jegyben járnak.
Éjjel Rafi segítségével beszöknek a kínai étterem pincéjébe. Szemtanúi lesznek, amint Francia, a drogdíler Mendoza embere megkínoz és megöl egy futárt, aki elvesztette a szállítmányt (amit korábban Torrente apja lopott el). Kihallgatva a rosszfiúk beszélgetését, megtudják, hogy hamarosan egy újabb bűnöző, bizonyos Farelli fog drogszállítmányt hozni. Jelenlétüket felfedezik és menekülni kényszerülnek a felfegyverzett futárok elől. Torrente azonban véletlenül a helyszínen felejti a rendőrigazolványát.
Mivel látszik, a helyzetet ketten nem tudják megoldani (és Torrente büszkeségből nem fordul a rendőrséghez, nehogy más arassa le helyette a babérokat), Rafi a barátai segítségét ajánlja fel. Összehozza Torrentét Malaguitával, aki harcművésznek, Bombillával, aki elektronikai szakértőnek és Tonetivel, aki mesterkémnek hiszi magát. Miután átmulatják az éjszakát, előállnak egy tervvel: Tonetit bemikrofonozva a Franciához küldik, kiszedni belőle a drogok átadásának helyét és idejét. Az álcája azonban hamar lelepleződik, és a fiú mindent bevall, mielőtt kiugrana az ablakon és szörnyethalna. A Franciát értesítik a rendőrigazolványról, aki ennek alapján Torrente lakására megy. Annak apja próbálja megállítani őket, de nem jár sikerrel, mert látszólag szívrohamot kap és meghal. A bűnözők, mivel Torrentét nem találták otthon, elrabolják Amparitót. A helyzetet Lio-Csi, a kínai étterem pincérnője oldja meg: apja és korábban halálra kínzott vőlegénye miatt bosszút akar állni, ezért elárulja nekik a találkozó helyét.
Ők öten, és az informátor Carlitos a találkozóhelyre mennek, ahol a tervek szerint megkaparinthatják az 50 millió pesetát, amit Mendoza akar kifizetni a drogért. A dolgok azonban rosszul sülnek el, Carlitos véletlenül felrobbantja Bombitát egy autó alá rejtett pokolgéppel, ezzel Farellit is elintézve. Mivel Mendoza csapdát gyanít, végeznek a többi emberrel, a tűzharcban viszont életét veszti Carlitos és Malaguita is. Torrente boldogan megszerzi a pénzt, de megesik a szíve a magára hagyott Rafin. Kimenti szorult helyzetéből és lelövi a Franciát, miközben ő is megsérül. Rafi így Amparito megmentésére siethet, de  a lányt fogva tartó Mendozával végül Lio-Csi végez hátulról.
Miután minden megoldódott, a rendőrség is megérkezik. Gratulálnak Rafinak a szépen elvégzett munkáért, aki időközben Lio-Csivel is romantikus viszonyba kerül. Torrentét kórházba szállítják, a pénzt azonban nem találják sehol a rendőrök. Azt ugyanis Torrente még idejében kicsempészte, és a mentősöket lefizetve megszökött vele.
|  | Itt a vége a cselekmény részletezésének! |

## Szereplők
| Szerep             | Színész               | Magyar hang      |
| ------------------ | --------------------- | ---------------- |
| José Luis Torrente | Santiago Segura       | Csuja Imre       |
| Rafi               | Javier Cámara         | Rába Roland      |
| Amparito           | Neus Asensi           | Kéri Kitty       |
| Reme néni          | Chus Lampreave        | Nagy Anna        |
| Torrente apja      | Tony Leblanc          | Kun Vilmos       |
| Malaguita          | Julio Sanjuán         | Rácz Attila      |
| Toneti             | Jaime Barnatán        | Simonyi Balázs   |
| Bombilla           | Darío Paso            | Minárovits Péter |
| Carlitos           | Carlos Perea          | Nádasi László    |
| A Francia          | Manuel Manquiña       | Reviczky Gábor   |
| Mendoza            | Espartaco Santoni     | Bitskey Tibor    |
| Rodrigo            | Antonio de la Torre   | Hannus Zoltán    |
| Csapos             | Luis Cuenca           | Pálfai Péter     |
| Antonio            | Cañita Brava          | Halmágyi Sándor  |
| Israel             | Javier Jurdao         | Zágoni Zsolt     |
| Cayetano           | Carlos Bardem         | Imre István      |
| Nyomozó            | El Gran Wyoming       | Borbiczki Ferenc |
| Lio-Csi            | Rosa Zhidán           | Tanaka Tomoko    |
| Sultán             | Javier Bardem (cameo) |                  |

- Magyar szövegː Miklós Lívia
- Vágóː Simkó Ferenc
- Stáblistaː Korbuly Péter
- Szinkronrendezőː Báthory Orsolya
- Szinkronstúdióː Mafilm-Audio Kft.